# Sisenand
Sisenand také Sisinand (španělsky Sisenando, latinsky Sisenadus) (605? – 12. března 636 Toledo) byl vizigótský král Hispánie, Septimánie a Galicie v letech 631–636.
Před rokem 631 byl knížetem v Septimánii a vysoce postavený vizigótský šlechtic. Po snahách jeho předchůdce Suintily, který se snažil posílit svou autoritu proti šlechtě a církvi tím, že jim odebíral privilegia, rozpoutal Sisenand proti němu povstání, během něhož k němu zběhl i Suintilův bratr generál Geila. Sisenand požádal o pomoc také franského krále Dagoberta I. z Neustrie, kterému postižení šlechtici za pomoc zaplatili zlatem. Společně pak Suintilu u bran Zaragozy porazili. Po té nechal Sisenand Suintilu exkomunikovat a zároveň si uzurpoval trůn pro sebe. Následně na IV. toledském koncilu se nechal zvolit legitimním králem Vizigótů. Během koncilu, kterému předsedal biskup Isidor ze Sevilly, byly sjednány nové výhody pro krále, kdo se proti němu postavil, měl být odsouzen k trestu smrti, exkomunikován a odsouzen k věčnému zatracení. Během jednání se mu nepodařilo získat dědičné právo na trůn. Koncil rozhodl, že příští král bude i nadále volen šlechtou a biskupy z vlastních řad.
Během své vlády byl tyran, napáchal mnoho trestných činů, nepravosti a přitom hromadil bohatství na úkor chudých, k tomu ještě zrušil veškeré daně kléru. Toto se poddaným Vizigótům nelíbilo a tak v polovině roku 632 došlo k pokusu o převrat, který vedl Judilla. Převrat se nezdařil a Judilla byl později zabit.
Sisenand zemřel přirozenou smrtí 12. března 636 v Toledu. Novým králem byl biskupy zvolen Chintila.